# 渋谷千賀
渋谷 千賀（しぶや ちか、1985年9月14日 - ）は、東京都出身のタレント、歌手、DJ、元レースクイーン。プラチナムプロダクション所属。
2003年にタレントデビューし、その後自動車レースのイメージガールや女性歌手グループ『SHANADOO』としての活動を経て、現在は『DJ C'k』としてDJ活動を行っている。

## 略歴
- 2003年10月、テレビ東京のバラエティ番組『おしゃれ!アイドル学園』にレギュラー出演しTVデビューを飾る。
- 2004年3月、2004JGTCイメージガール『vivace』に就任。
- 2005年、同じ事務所に所属していた伊織[1]と共に2005東京オートサロンイメージガール『A-class』に就任。福岡オートサロンや札幌オートサロンにも出演した。
- 2006年、vivaceから発展した『SHANADOO』のメンバーとしてドイツで人気を得る。また同年に結成された芸能人女子フットサルチーム『Team Good』[2]に所属していたが、のちに退団。
- 2007年、SHANADOOとしてファーストアルバム『Welcome to Tokyo』をリリース、日本へ逆輸入デビュー。
- 2010年からは『DJ C'k』として都内などで行われるクラブイベントでDJプレイをこなすなど、幅広く活動している。
- 2014年5月21日、自身初のMIX-CDアルバム『SICK EDM 01 mixed by C'k』をドリーミュージックからリリース。同年10月1日にはシリーズ第2作となる『SICK EDM 02 mixed by C'k』、2015年2月11日にはシリーズ第3作『SiCK EDM Vol.3 MIXED BY C'K』を同レーベルからリリースしている。

## 人物
愛称は「ちかちゃん」「しぶちか」「しぶち」「しぶちぃ」で、本人は「『しぶちか』と呼んで欲しい」と話している。
2004年、福田淳子、福愛美、番ことみと共にJGTC（現・SUPER GT）イメージガールとして活動した後、『水着少女』（テレビ東京）などの深夜バラエティ番組にも出演。また、『OUT★PUT』（テレビ東京）のヴォーカリスト・オーディションにも出場し、二次選考まで残ったが、スケジュールの都合がつかず、辞退した経歴を持つ。
ちなみに、それまでのGTイメージガールユニットはシーズン終了後に解散していたが、vivaceはイメージガール以後も渋谷、福田、福の3人で活動を続けた珍しいユニットである。これは写真集の中で彼女が「（vivaceを）なんかのカタチで残したい」と発言したことがきっかけである。

## 作品

### シングル
| グループ名 | タイトル                                                     | レーベル  | 規格品番   | 発売年月日     | 曲名            |
| ---------- | ------------------------------------------------------------ | --------- | ---------- | -------------- | --------------- |
| vivace     | SUPER EUROBEAT presents JGTC SPECIAL 2004 ~NON-STOP MEGAMIX~ | avex trax | AVCD-17449 | 2004年5月19日  | On My Own       |
| vivace     | SUPER EUROBEAT presents JGTC SPECIAL 2004 ～SECOND ROUND～   | avex trax | AVCD-17516 | 2004年9月1日   | FLAME LOVE      |
| A-class    | TOKYO AUTOSALON presents EVOLUTION#01                        | avex trax | AVCD-17572 | 2004年12月22日 | LET ME LOVE YOU |

- SICK EDM 01 mixed by C'k（2014年5月21日、ドリーミュージック）
- SICK EDM 02 mixed by C'k（2014年10月1日、ドリーミュージック）
- SiCK EDM Vol.3 MIXED BY C'K（2015年2月11日、ドリーミュージック）

### 映像作品
- シブチカ（2005年7月20日、ラインコミュニケーションズ）
- VIVA! vivace（2004年9月1日、avex trax） - vivaceとして
- 山岸伸デジタル写真集9 渋谷千賀（2004年12月、ソフトバンクパブリッシング）
- シブチカ（2005年7月20日、ラインコミュニケーションズ）

## 書籍

### 写真集
- ギャルズ・パラダイス特別編集 vivace　SPECIAL!（2004年9月1日、三栄書房） - vivaceとして